# The Fro
|  | Denne artikel er oprettet af botten Steenthbot ud fra en ekstern database. Den kan derfor have sproglige fejl eller mangler. Denne skabelon kan fjernes efter kontrol af indholdet. |

The Fro er en dansk kortfilm fra 2011 instrueret af Philip Th. Pedersen.

## Medvirkende
- Danny Thykjær, The Fro
- Josef W. Nielsen, Julius
- Duane Hobson, Clifton